# Бакус, Джим
Джим Бакус (англ. Jim Backus), полное имя Джеймс Гилмор Бакус (англ. James Gilmore Backus; 25 февраля 1913 года — 3 июля 1989 года) — американский актёр радио, телевидения и кино, а также актёр озвучивания 1940—1980-х годов.
Наиболее известными фильмами с участием Бакуса были «Убийца, запугавший Нью-Йорк» (1950), «Женщина его мечты» (1951), «М» (1951), «Ангельское лицо» (1952), «Можно входить без стука» (1952), «Пэт и Майк» (1952), «Криминальная полоса в прессе США» (1952), «Бунтарь без причины» (1955), «Человек с тысячью лиц» (1957) и «Этот безумный, безумный, безумный, безумный мир» (1963).
Англоязычной публике Бакус более всего известен как голос мультперсонажа «Мистер Магу», а также благодаря исполнению одной из главных ролей в популярном комедийном телесериале «Остров Гиллигана» (1964—1967).

## Ранние годы жизни и начало карьеры
Джим Бакус, имя при рождении Джеймс Гилмор Бакус, родился 25 февраля 1913 года в Кливленде, Огайо, в семье инженера-механика. Он рос в богатом пригороде. Его воспитательницей в детском саду была Маргарет Хэмилтон, которая позднее сыграла злую ведьму Запада в классическом фильме «Волшебник из страны Оз» (1939). После окончания школы в Кливленде Бакус поступил в Военный институт Кентукки, где его лучшим другом и однокашником был Виктор Мэтьюр.
После увольнения из Военного института Бакус переехал в Нью-Йорк, где поступил в Американскую академию драматического искусства. В Нью-Йорке Бакус жил вместе с будущими популярными актёрами Кинаном Уинном и Мартином Гейбелом.

## Театральная карьера
Театральная карьера Бакаса началась в летних театрах, где, по словам Уинна, он был «хорошо известен своим умелым общением с женщинами, а также разнообразием на сцене».В 1937 году Бакус дебютировал на Бродвее в спектаклях «Слишком много героев» (1937) и «Присоединяйся» (1937).

## Карьера на радио
После двух лет выступлений в летних театрах, на эстрадной сцене и в нескольких спектаклях в Нью-Йорке Бакас сказал: «Я решил попробовать себя на радио, которое стало для меня источником жизненной силы, так как я люблю есть регулярно»..
Как фрилансер он записывался в таких радиопрограммах, «Мастерская Columbia», «Утренний спектакль в Мэдобруке» и «Час Кейт Смит». Благодаря своему богатому многогранному голосу сразу после Второй мировой войны Бакус стал востребованным диктором и актёром на радио.
В 1949 году Бакус стал хитом комедийного «Шоу Алана Янга», сыграв Хьюберта Апдайка III, забавного богатого сноба с Восточного побережья, утверждавшего, что его предки высадились на горе Кадиллак, и говорившего что-то вроде: «Осторожно, или я промою тебе рот местным шампанским». Этот персонаж стал прототипом его героя Тёрстона Хауэлла III в популярном телевизионном ситкоме «Остров Гиллигана» (1964—1967).

## Озвучивание мультфильмов. Мистер Магу
В 1948 году Бакус занялся мультипликацией, озвучив джинна в одном из мультфильмов про Багс Банни. Год спустя он уже озвучивал мистера Магу в мультфильме «Медведь регтайма». Озвучивание Бакусом близорукого, розовоносого, комичного путаника мистера Магу оказалось настолько успешным, что в итоге охватило более 50 эпизодов.
В 1958 году в своих воспоминаниях «Скалы на крыше» Бакус писал, что он в общих чертах срисовал манеру выражения и философию мистера Магу со своего отца, «симпатичного инженера из Кливленда, который с милым упорством постоянно путал имена, места и даты». В интервью 1958 года Бакас говорил: «Симпатия к мистеру Магу лежит как в его близорукости, так и в избирательности его ума в отношении того, что он видит. Именно здесь лежит юмор и сатира — в разнице между тем, что он думает, что он видит, и той реальностью, как её видим мы». Вскоре мистер Магу стал одним из самых популярных персонажей мультипликационной компании United Productions of America. Четыре короткометражных мультфильма серии номинировались на «Оскар», и два из них — в 1955 и 1956 годах — получили награду.
Позднее Бакус озвучил мистера Магу в 130 пятиминутных эпизодах мультсериала «Шоу мистера Магу» (1960—1961). В 1962 году вышел фильм «Рождественский гимн мистера Магу» (1962), который был «первым специальным рождественским мультфильмом для телевидения и отличной адаптацией классики Чарльза Диккенса, на много лет ставшим фаворитом рождественских празднований». В 1964—1965 годах Бакус озвучивал мистера Магу в 26 тридцатиминутных эпизодах не менее удачного мультсериала «Знаменитые приключения мистера Магу» (1964—1965), где близорукий главный герой встречался с различными литературными персонами — от Шерлока Холмса до семи гномов. Сериал шёл в прайм-тайм, что давало возможность делать его более драматическим, чем предыдущие, а также более ориентированным на детей, как мультфильмы. В 1970-е годы вышло 16 тридцатиминутных эпизодов мультсериала «Что нового, мистер Магу?» (1977), где Бакус вновь озвучивал главного героя.

## Карьера в кинематографе
В 1949 году Бакус дебютировал в кино, сыграв в неприметной комедии «Последняя попытка» (1949) с Алексис Смит и Закари Скоттом. В том же году он появился в спортивной мелодраме «Лёгкая жизнь» (1949) с Виктором Матьюром и Лизабет Скотт, в спортивной комедии «Мой папа был защитником» (1949) с Фредом Макмюрреем, музыкальной комедии «Великий любовник» (1949) с Бобом Хоупом и Рондой Флеминг, а также в фильме нуар «Опасная профессия» (1949) с Джорджем Рафтом и Эллой Рейнс, где он был лейтенантом полиции и закадровым рассказчиком.
На следующий год Бакус сыграл в четырёх фильмах, включая комедию «Ма и Па Кеттл едут в город» (1950), а также фильм нуар «Убийца, запугавший Нью-Йорк» (1950), где исполнил небольшую роль владельца бара. В 1951 году Бакус сыграл отдыхающего на мексиканском курорте банкира в фильме нуар «Женщина его мечты» (1951) с Робертом Митчемом и Джейн Расселл, небольшую роль мэра — в фильме нуар «М» (1951), а также агента по работе с актёрами — в фильме нуар «Голливудская история» (1951). У него также были роли в военной мелодраме «Блестящая победа» (1951), мюзикле «Я увижу тебя в моих снах» (1951) с Дорис Дэй, боксёрском фильме нуар «Железный человек» (1951), а также в историческом криминальном триллере «Человек в плаще» (1951) с участием Джозефа Коттена и Барбары Стенвик.
Вскоре он поднялся от эпизодических и малых ролей в фильмах категории В до ролей второго плана в крупных фильмах, таких как романтическая комедия «Пэт и Майк» (1952) со Спенсером Трейси и Кэтрин Хепбёрн, а также нуаровая мелодрама «Можно входить без стука» (1952) с Ричардом Уидмарком и Мерилин Монро и газетный нуар «Криминальная полоса в прессе США» (1952) с Хамфри Богартом в главной роли. Год спустя вышел фильм нуар «Ангельское лицо» (1953) с Джин Симмонс и Робертом Митчемом, где Бакус сыграл роль окружного прокурора. Другим заметным фильмом Бокуса в 1953 году стал мюзикл с Дебби Рейнольдс «Я люблю Мелвина» (1953).
По словам историка кино Хэла Эриксона, «самой знаменитой ролью Бакаса в кино стала роль слабовольного, нерешительного отца Джеймса Дина» в драме «Бунтарь без причины» (1955). Как отметил обозреватель Гленн Коллинс, «Бакас часто играл напыщенных комичных персонажей, среди них коммандер Хатч в комедии „Франсис в военно-морском флоте“ (1955) и бойкий пресс-агент в биографической драме „Человек с тысячью лиц“ (1957)».
Бакус также сыграл в боксёрском нуаре «Квадратные джунгли» (1955) с Тони Кёртисом, мюзикле «Противоположный пол» (1956) с Джун Эллисон, драме «Великий человек» (1956) с Хозе Феррером и комедии «Сверхсекретное дело» (1957) с Кирком Дугласом и Сьюзен Хэйворд, а также в фильме ужасов Уильяма Касла «Мрак» (1958), где он сыграл одну из главных ролей шефа полиции небольшого городка. У него также были роли в приключенческой фильме «Дикий и невинный» (1959) с Оди Мёрфи и романтической комедии «Спросите любую девушку» (1959) с Дэвидом Найвеном и Ширли Маклейн.
В начале 1960-х годов Бакус сыграл в комедии с Джерри Льюисом «Посыльный» (1961), комедии «Мальчики отправляются гулять» (1962) с Ким Новак, комедии Уильяма Касла «Зотц!» (1962), романтической комедии «Воскресенье в Нью-Йорке» (1963) с Джейн Фондой, драме «Ребёнок ждёт» (1963) с Бертом Ланкастером и комедии «Хитрые дельцы» (1963) и в комедии «Шесть моих любимых» (1963) с Дебби Рейнольдс. В комедии «Это безумный, безумный, безумный, безумный мир» (1963) Бакус сыграл «пьяного владельца самолёта, который устраивает персонажам Микки Руни и Бадди Хэккетта ужасающую поездочку».
Во второй половине 1960-х годов у него были роли в комедии «Не гони волну» (1967) с Тони Кёртисом, драме «Поторопи закат» (1967) с Майклом Кейном и фантастической комедии «Эй вы там» (1969). В 1970-е годы наиболее значимыми фильмами Бакуса были комедия «Майра Брекинридж» (1970) с Мэй Уэст, экшн-комедия «Безумная мама» (1975), экшн «Пятница Фостер» (1975) и экшн «Чёрные тигры» (1978) с Чаком Норрисом.

## Карьера на телевидении
В 1952 году Бакус был указан первым в списке актёров телесериала «Я жениат на Джоан» (1952—1955, 98 эпизодов), эксцентричной комедии о судье по семейным делам (Бакус), который во время судебных заседаний предаётся невесёлым размышлениям о собственном браке с легкомысленной домохозяйкой (Джоан Дэвис). В 1960 году у Бакуса была главная роль редактора небольшой службы новостей в ситкоме «Прямо с телетайпа» (1960—1961, 39 эпизодов), известном также как «Шоу Джима Бакуса».
В 1964 году Бакус сыграл свою самую знаменитую роль в ситкоме «Остров Гиллигана» (1964—1967, 98 эпизодов). Это была роль Тёрстона Хауэлла III, миллионера, «настолько богатого, что взял с собой тысячи долларов наличными в круиз, который был рассчитан всего на три часа». Оказавшись на необитаемом острове, он отказывается смириться с тем фактом, что его богатство здесь не имеет никакой ценности, и на протяжении трёх лет существования шоу постоянно пытается подкупить шкипера Гиллигана или кого-либо из несчастных, которые застряли на острове вместе с ним. Несмотря на то, что персонаж носил карикатурный и сатирический характер, Бакус «сыграл его с юмором, подчёркивая его блаженную забывчивость в сочетании с чувством доброго расположения духа. Как и все основные персонажи „Острова Гиллигана“, Хауэлл стал персонажем поп-культуры, воплощением праздного и несчастного богача». Как отмечает Коллинз, благодаря этому сериалу, который многие годы демонстрировался по кабельным сетям, «Бакус завоевал популярность у молодого поколения». Как позднее вспоминал сам Бакус, «критики разносили сериал, но дети были в восторге. Я сам смотрел повторы, и признаюсь, подсел на него сам».
После этого Бакус играл одну из главных ролей в ситкоме «Блонди» (1968—1969, 16 эпизодов), который поставлен по популярному комиксу. В этом сериале Бакус был мистером Дитерсом, руководителем архитектурного бюро, в котором работает муж заглавной героини Дагвуд Бамстед. Дитерс и его супруга (её сыграла реальная жена Бакуса Хани) постоянно пытаются участвовать в жизни Дагвуда и Блонди и привлекают их к своим делам.
В 1970-е годы вышло несколько новых телепрограмм в продолжение «Острова Гиллигана». В 1974 году появился мультфильм «Новые приключения Гиллигана» (1974—1975, 24 эпизода), в котором Бакус озвучивал своего персонажа Тёрстона Хауэлла III, а затем вышли телефильмы «Спасение с острова Гиллигана» (1978), «Потерпевшие кораблекрушение на острове Гиллигана» (1979) и «„Гарлем Глобтроттерс“ на острове Гилилгана» (1981).
В начале 1980-х годов у Бакуса стала развиваться болезнь Паркинсона, в результате чего он был вынужден отказаться от ролей, предполагавших активные действия. Его участие в заключительном фильме 1981 года было значительно сокращено, и в нескольких сценах вместо его персонажа появился схожий по характеру сын Тёрстон Хауэлл IV. Однако Бакус мужественно продолжал поддерживать связи с актёрами до середины 1980-х годов, хотя в некоторых его последних фильмах было заметно, что он болен. В 1982 году вышел ещё один мультсериал «Планета Гиллигана» (1982, 13 эпизодов), где Бакус озвучил своего персонажа. В 1992 году, уже после смерти Бакуса, на телевидении был показан ещё один эпизод сериала «Остров Гиллигана» — «Застрявшие на острове Гиллигана», съёмки которого состоялись ещё в 1963 году, однако в то время он так и не вышел на экраны.

## Актёрское амплуа и оценка творчества
Как отмечали многие кинокриткик, Джим Бакус обладал угрюмой внешностью с нависшими бровями и зычным богатым голосом, что обеспечивало ему постоянные роли в театре, на радио, в кино и на телевидении на протяжении 1940—1970-х годов. Остроумный и талантливый актёр, в кино и на телевидении он специализировался на характерных ролях, часто играя богатых персонажей из высшего общества. Однако, как отмечено в биографии актёра на сайте Turner Classic Movies, за свою продолжительную карьеру Бакус «не страдал от одного и того же типажа. Вежливый и скромный в реальной жизни, на экране он мог в мгновение ока перейти к крайнему безумию».
Его самой знаменитой ролью в кино стала роль слабохарактерного отца Джеймса Дина в драме «Бунтарь без причины» (1955). На телевидении он исполнял главные и постоянные роли в нескольких сериалах. Его самым запоминающимся образом стал образ ленивого и сумасбродного богача Тёрстона Хауэлла III в сериале «Остров Гиллигана» (1964—1967), который оставался исключительно популярным на протяжении десятилетий после его закрытия. Другой наиболее известной работой Бакуса стало озвучивание персонажа «Мистер Магу» в нескольких сериях мультфильмов 1948—1977 годов. Как полагает обозреватель «Нью-Йорк таймс» Гленн Коллинз, «именно его мистер Магу известен зрителям лучше всего».

## Музыкальное и литературное творчество
В конце 1950-х годов Бакус выпустил несколько весёлых поп-песен, в том числе Delicious! (1958), в которой под расслабляющую инструментальную музыку всё более пьяные Бакус и не указанная в титрах актриса Филлис Диллер (англ. Phyllis Diller) под звук звенящих бокалов повторяют: «Вкусно!», становясь всё более пьяными, и в конце концов всё переходит в беспомощное хихиканье.
Как писатель Бакус вместе с женой Хенни выпустил книги «Что ты делаешь после оргии?» (1962) и «Только когда я смеюсь» (1965), в лёгкой занимательной форме описывавшие их совместную жизнь.
В 1971 году Бакас был соавтором короткометражки «Муч едет в Голливуд», юмористической детской сказки о дворняжке, заболевшей звёздной болезнью, которая встречает звёзд Золотой эпохи, включая Винсента Прайса, Сесара Ромеро и Эдварда Г. Робинсона.
В 1980-е годы Бакус вместе с женой написал замечательные книги «Бакус наносит ответный удар» (1984) и «Простите за наши отклонения» (1988), которые в юмористической форме рассказывали о смертельно серьёзной теме — болезни Паркинсона, от которой Бакус в конце концов и умер.

## Личная жизнь
Джим Бакус был женат дважды. Его первой женой с 1939 была актриса Бетти Кин (англ. Betty Kean), с которой он развёлся в 1942 году. В 1943 году он женился на Хенни Бакус, с которой прожил до своей смерти в 1989 году.

## Смерть
В течение многих лет Бакус страдал от болезни Паркинсона, проведя в больнице более двух недель. Он умер 3 июля 1989 года от пневмонии в Медицинском центре Санта-Моники в возрасте 76 лет.

## Фильмография
| Год         |     | Русское название                                 | Оригинальное название                         | Роль                                       |
| ----------- | --- | ------------------------------------------------ | --------------------------------------------- | ------------------------------------------ |
| 1948        | кор | Куда вы спрячетесь?                              | Where Will You Hide?                          | рассказчик                                 |
| 1949        | ф   | Последняя попытка                                | One Last Fling                                | Говард Притчард                            |
| 1949        | ф   | Отец был защитником                              | Father Was a Fullback                         | профессор Салливан                         |
| 1949        | ф   | Беспечная жизнь                                  | Easy Living                                   | доктор Франклин                            |
| 1949        | ф   | Великий любовник                                 | The Great Lover                               | Хиггинс                                    |
| 1949        | ф   | Опасная профессия                                | A Dangerous Profession                        | лейтенант полиции Ник Ферроне / рассказчик |
| 1950        | ф   | Ма и Па Кеттл едут домой                         | Ma and Pa Kettle Go to Town                   | Джозеф «Литтл Джо» Роджерс                 |
| 1950        | ф   | Таможенный агент                                 | Customs Agent                                 | Главный агент в Шанхае Томас Джейкоби      |
| 1950        | ф   | Срочная свадьба                                  | Emergency Wedding                             | Эд Хэмли                                   |
| 1950        | ф   | Убийца, запугавший Нью-Йорк                      | The Killer That Stalked New York              | Уилли Деннис (в титрах не указан)          |
| 1951        | ф   | М                                                | M                                             | мэр                                        |
| 1951        | ф   | Полуангел                                        | Half Angel                                    | Майкл Хоган                                |
| 1951        | ф   | Голливудская история                             | Hollywood Story                               | Митч Дэвис                                 |
| 1951        | ф   | Блестящая победа                                 | Bright Victory                                | Билл Грейсон                               |
| 1951        | ф   | Женщина его мечты                                | His Kind of Woman                             | Майрон Уинтон                              |
| 1951        | ф   | Железный человек                                 | Iron Man                                      | Макс Уоткинс                               |
| 1951        | ф   | Человек в плаще                                  | The Man with a Cloak                          | Флаэрти                                    |
| 1951        | ф   | Я увижу тебя в моих снах                         | I'll See You in My Dreams                     | Сэм Харрис                                 |
| 1951        | ф   | Я хочу тебя                                      | I Want You                                    | Харви Лэндрам                              |
| 1952        | ф   | А вот и Нельсоны                                 | Here Come the Nelsons                         | Джо Рэндольф                               |
| 1952        | ф   | Криминальная полоса в прессе США                 | Deadline - U.S.A.                             | Джим Клири                                 |
| 1952        | ф   | Пэт и Майк                                       | Pat and Mike                                  | Чарльз Барри                               |
| 1952        | ф   | Можно входить без стука                          | Don't Bother to Knock                         | Питер Джонс                                |
| 1952        | ф   | История Роуз Боул                                | The Rose Bowl Story                           | Майкл «Железный Майк» Бёрк                 |
| 1952        | ф   | Андрокл и лев                                    | Androcles and the Lion                        | центурион                                  |
| 1952        | ф   | Сначала и потом                                  | Above and Beyond                              | генерал Кёртис Е. Лемэй                    |
| 1952        | ф   | Ангельское лицо                                  | Angel Face                                    | окружной прокурор Джадсон                  |
| 1952— 1955  | с   | Я женат на Джоан                                 | I Married Joan                                | судья Брэдли Стивенс (98 эпизодов)         |
| 1953        | ф   | Я люблю Мэлвина                                  | I Love Melvin                                 | Мерго                                      |
| 1953        | ф   | Джеральдин                                       | Geraldine                                     | Джейсон Эмброуз                            |
| 1954        | ф   | Глубоко в моем сердце                            | Deep in My Heart                              | Бен Джадсон                                |
| 1954        | с   | Сеть                                             | The Web                                       | (1 эпизод)                                 |
| 1955        | ф   | Фрэнсис на флоте                                 | Francis in the Navy                           | коммандер Е.Т. Хатч                        |
| 1955        | ф   | Бунтарь без причины                              | Rebel Without a Cause                         | Фрэнк Старк                                |
| 1955        | ф   | Квадратные джунгли                               | The Square Jungle                             | Пэт Куэйд                                  |
| 1956        | ф   | Встречай меня в Лас-Вегасе                       | Meet Me in Las Vegas                          | Том Калдейн                                |
| 1956        | ф   | Девушка, которую он оставил                      | The Girl He Left Behind                       | сержант Ханна                              |
| 1956        | ф   | Противоположный пол                              | The Opposite Sex                              | психиатр                                   |
| 1956        | ф   | Ты не сможешь сбежать от этого                   | You Can't Run Away from It                    | Данкер                                     |
| 1956        | ф   | Великий человек                                  | The Great Man                                 | Ник Челлантано                             |
| 1956        | с   | Конфликт                                         | Conflict                                      | Дэнди Саммерс (1 эпизод)                   |
| 1956        | с   | Видеотеатр «Люкс»                                | Lux Video Theatre                             | Гарри (1 эпизод)                           |
| 1956        | с   | Warner Brothers представляет                     | Warner Brothers Presents                      | разные роли (2 эпизода)                    |
| 1956        | с   | Первый ряд по центру                             | Front Row Center                              | Гарри Купер (1 эпизод)                     |
| 1956        | с   | Звёздная сцена                                   | Star Stage                                    | (1 эпизод)                                 |
| 1956        | с   | Reader's Digest на ТВ                            | TV Reader's Digest                            | Джордж Джонсон (1 эпизод)                  |
| 1956 —1957  | с   | Дневной спектакль                                | Matinee Theatre                               | разные роли (3 эпизода)                    |
| 1957        | ф   | Сверхсекретное дело                              | Top Secret Affair                             | полковник Гомер У. Гуч                     |
| 1957        | ф   | Человек с тысячью лиц                            | Man of a Thousand Faces                       | Кларенс Локан                              |
| 1957        | ф   | Восемнадцатилетние и беспокойные                 | Eighteen and Anxious                          | Харви Грэм                                 |
| 1957        | тф  | Гамелинский крысолов                             | The Pied Piper of Hamelin                     | посланец Короля                            |
| 1957        | с   | Шоу Гейл Сторм: О! Сюзанна                       | The Gale Storm Show: Oh! Susanna              | Артур Хатчинс (1 эпизод)                   |
| 1957        | с   | Роберт Монтгомери представляет                   | Robert Montgomery Presents                    | Лукас Эджертон (1 эпизод)                  |
| 1957        | с   | Кульминация                                      | Climax!                                       | жетектив Херман (1 эпизод)                 |
| 1957 — 1959 | с   | Первая студия                                    | Studio One                                    | разные роли (2 эпизода)                    |
| 1958        | с   | Театр 90                                         | Playhouse 90                                  | Джерри (1 эпизод)                          |
| 1959        | ф   | Крупная фигура                                   | The Big Operator                              | Клифф Хелдон                               |
| 1959        | ф   | Спросите любую девушку                           | Ask Any Girl                                  | Максвелл                                   |
| 1959        | ф   | Дикий и невинный                                 | The Wild and the Innocent                     | мистер Форбс                               |
| 1959        | ф   | Роман рядового                                   | A Private's Affair                            | Джим Гордон                                |
| 1959        | с   | Миллионер                                        | The Millionaire                               | Генри Бэннинг (1 эпизод)                   |
| 1960        | ф   | Ледяное место                                    | Ice Palace                                    | Дейв Хьюзак                                |
| 1960        | с   | Освободите место для папочки                     | Make Room for Daddy                           | Джим Флетчер (1 эпизод)                    |
| 1960        | с   | Неприкасаемые                                    | The Untouchables                              | Уильям Норберт (1 эпизод)                  |
| 1960        | с   | Сансет-Стрип, 77                                 | 77 Sunset Strip                               | Мори Сэмюэлс (1 эпизод)                    |
| 1960—1961   | с   | Прямо с телетайпа                                | Hot Off the Wire                              | Майк О’Тул (39 эпизодов)                   |
| 1961        | с   | Сотня Кейна                                      | Cain's Hundred                                | Карл Биггер (1 эпизод)                     |
| 1961        | с   | Мэверик                                          | Maverick                                      | Джо Уилрайт (1 эпизод)                     |
| 1962        | ф   | Ребёнок ждёт                                     | A Child Is Waiting                            | продавец хот-догов (в титрах не указан)    |
| 1962        | ф   | Горизонтальный лейтенант                         | The Horizontal Lieutenant                     | коммандер Джеремия Хаммерслаг              |
| 1962        | ф   | Мальчики отправляются гулять                     | Boys' Night Out                               | Питер Бауэрс                               |
| 1962        | ф   | Зотц!                                            | Zotz!                                         | Хоратио Келлгор                            |
| 1962        | ф   | Чудесный мир братьев Гримм                       | The Wonderful World of the Brothers Grimm     | Король                                     |
| 1962        | с   | Следуй за солнцем                                | Follow the Sun                                | Н.Н. Нельсон (1 эпизод)                    |
| 1963        | ф   | Операция «Бикини»                                | Operation Bikini                              | Эд Феннели, боцманмат                      |
| 1963        | ф   | Шестеро моих любимых                             | My Six Loves                                  | шериф                                      |
| 1963        | ф   | Выбор критика                                    | Critic's Choice                               | доктор Уильям фон Хагедорн                 |
| 1963        | ф   | Джонни Кул                                       | Johnny Cool                                   | Луис Мёрфи                                 |
| 1963        | ф   | Это безумный, безумный, безумный, безумный мир   | It's a Mad Mad Mad Mad World                  | Тайлер Фитцджеральд                        |
| 1963        | ф   | Воскресенье в Нью-Йорке                          | Sunday in New York                            | главный пилот Дрйсдейл                     |
| 1963        | ф   | Хитрые дельцы                                    | The Wheeler Dealers                           | Булалрд Беар                               |
| 1963        | с   | Час «Юнайтед Стейтс Стил»                        | The United States Steel Hour                  | Майкл Джон Маккейн (1 эпизод)              |
| 1963        | с   | Шоу Дика Пауэлла                                 | The Dick Powell Show                          | Монти (1 эпизод)                           |
| 1963        | с   | Деревенщина из Беверли-Хиллз                     | The Beverly Hillbillies                       | Марти Ван Рансохофф (1 эпизод)             |
| 1963        | с   | Маккивер и полковник                             | McKeever and the Colonel                      | Джей С. Мэдбери (1 эпизод)                 |
| 1963— 1964  | с   | Правосудие Берка                                 | Burke's Law                                   | разные роли (3 эпизода)                    |
| 1964        | ф   | Выдвижение на задние ряды                        | Advance to the Rear                           | генерал Уиллоуби                           |
| 1964        | тф  | Остров Гиллигана. Застрявшие                     | Gilligan's Island: Marooned                   | Тёрстон Хауэлл III                         |
| 1964        | с   | Шоу недели «Дюпон»                               | The DuPont Show of the Week                   | Большой Босс Бадди Фой (1 эпизод)          |
| 1964        | с   | Арест и судебное разбирательство                 | Arrest and Trial                              | Сэм Тэйер (1 эпизод)                       |
| 1964        | с   | Шпионаж                                          | Espionage                                     | Макэвой (1 эпизод)                         |
| 1964—1967   | с   | Остров Гиллигана                                 | Gilligan's Island                             | Тёрстон Хауэлл III (98 эпизодов)           |
| 1965        | ф   | Джон Голдфарб, пожалуйста, иди домой!            | John Goldfarb, Please Come Home!              | Майлс Уайтпейпер                           |
| 1965        | ф   | Пушистый                                         | Fluffy                                        | сержант                                    |
| 1965        | ф   | Билли                                            | Billie                                        | Говард Г. Кэрол                            |
| 1967        | ф   | Поторопи закат                                   | Hurry Sundown                                 | Картер Силленс                             |
| 1967        | тф  | Проклятые янки                                   | Damn Yankees!                                 | Бенни Ван Бюрен                            |
| 1967        | с   | Случайная семья                                  | Accidental Family                             | дядя Фред (1 эпизод)                       |
| 1968        | ф   | А где был ты, когда погас свет?                  | Where Were You When the Lights Went Out?      | Тру-Блю Лу                                 |
| 1968        | с   | Дэниэл Бун                                       | Daniel Boone                                  | Фил Скейтуэй (1 эпизод)                    |
| 1968        | с   | Я шпион                                          | I Spy                                         | Том Мэтьюз (1 эпизод)                      |
| 1968—1969   | с   | Блонди                                           | Blondie                                       | Джей С. Дитерс (16 эпизодов)               |
| 1969        | ф   | Эй, вы там снизу!                                | Hello Down There                              | Т. Р. Холлистер                            |
| 1969        | тф  | Разбудите меня, когда война закончится           | Wake Me When the War Is Over                  | полковник                                  |
| 1969        | с   | Дикий дикий запад                                | The Wild Wild West                            | Фабиан Свонсон (1 эпизод)                  |
| 1969        | с   | Хорошие парни                                    | The Good Guys                                 | Генри Арсдейл (3 эпизода)                  |
| 1970        | ф   | Ковбои округа Калико                             | Cockeyed Cowboys of Calico County             | Стойкий                                    |
| 1970        | ф   | Майра Брекинридж                                 | Myra Breckinridge                             | доктор                                     |
| 1970        | с   | Я мечтаю о Джинни                                | I Dream of Jeannie                            | доктор Чарльз Фитцхью (1 эпизод)           |
| 1970        | с   | Любовь по-американски                            | Love, American Style                          | разные роли (2 эпизода)                    |
| 1970        | с   | Няня и профессор                                 | Nanny and the Professor                       | доктор Чарльз Уолтерс                      |
| 1971—1974   | с   | Семейка Брейди                                   | The Brady Bunch                               | разные роли (3 эпизода)                    |
| 1972        | тф  | Уйти от всего этого                              | Getting Away from It All                      | Майк Лоримар                               |
| 1972        | ф   | То вы его видите, то нет                         | Now You See Him, Now You Don't                | Тимоти Форсайт                             |
| 1972        | тф  | О тебе я пою                                     | Of Thee I Sing                                | сенатор Роберт Ф. Лайонс                   |
| 1972        | тф  | Волшебный ковёр                                  | Magic Carpet                                  | Джордж Бенсон                              |
| 1972        | с   | Прозвища Смит и Джонс                            | Alias Smith and Jones                         | Джозеф П. Стерлинг                         |
| 1972        | с   | Молодой доктор Килдар                            | Young Dr. Kildare                             | Джейк Лэнгли (1 эпизод)                    |
| 1973        | тф  | Девушка, наиболее вероятно, так и поступит       | The Girl Most Likely to                       | Тилсон                                     |
| 1973        | тф  | Чудо на 34-й улице                               | Miracle on 34th Street                        | Шеллхаммер                                 |
| 1973        | с   | Отряд «Стиляги»                                  | The Mod Squad                                 | Эмиль Уэйд (1 эпизод)                      |
| 1973        | с   | Медицинский центр                                | Medical Center                                | доктор Денверс (1 эпизод)                  |
| 1974        | ф   | Спокойной ночи, Джеки                            | Goodnight Jackie                              | мистер Лэндри                              |
| 1974        | с   | Доктор Маркус Уэлби                              | Marcus Welby, M.D.                            | Билл (1 эпизод)                            |
| 1975        | тф  | Полицейский на дежурстве                         | Cop on the Beat                               | Джейк Мэндел                               |
| 1975        | ф   | Сумасшедшая мамаша                               | Crazy Mama                                    | мистер Альбертсон                          |
| 1975        | ф   | Пятница Фостер                                   | Friday Foster                                 | Энос Гриффит                               |
| 1975        | с   | Гарри О.                                         | Harry O                                       | Зигги (1 эпизод)                           |
| 1975        | с   | Колчак: Ночной охотник                           | Kolchak: The Night Stalker                    | Херб Брессон (1 эпизод)                    |
| 1975        | с   | Чико и человек                                   | Chico and the Man                             | Гарольд Эриксон (1 эпизод)                 |
| 1975        | с   | Эллери Куин                                      | Ellery Queen                                  | Говард Биггерс (1 эпизод)                  |
| 1975        | с   | Первый мобильный                                 | Mobile One                                    | Маклин (1 эпизод)                          |
| 1975        | с   | Дымок из ствола                                  | Gunsmoke                                      | отец Симмс (1 эпизод)                      |
| 1975        | с   | Охотники за привидениями                         | The Ghost Busters                             | Эрик Красный (1 эпизод)                    |
| 1975        | с   | Джо Форрестер                                    | Joe Forrester                                 | Джейк Мендел (2 эпизода)                   |
| 1975        | с   | Новое ревю из зоопарка                           | New Zoo Revue                                 | коммивояжёр (1 эпизод)                     |
| 1975 —1976  | с   | Полицейская история                              | Police Story                                  | разные роли (2 эпизода)                    |
| 1976        | с   | ABC Специально после школы                       | ABC Afterschool Specials                      | жоктор Фламел (1 эпизод)                   |
| 1976        | с   | Ковчег II                                        | Ark II                                        | Арни Пул (1 эпизод)                        |
| 1977        | тф  | Никогда не подставляй убийцу                     | Never Con a Killer                            | Стэнли Банч                                |
| 1977        | ф   | Дракон Пита                                      | Pete's Dragon                                 | мэр                                        |
| 1977        | с   | Ангелы Чарли                                     | Charlie's Angels                              | Игги (1 эпизод)                            |
| 1977        | с   | Фэзер и банда отца                               | The Feather and Father Gang                   | Стэнли Банч (1 эпизод)                     |
| 1977        | с   | Калифорнийский дорожный патруль                  | CHiPs                                         | Вейцман (1 эпизод)                         |
| 1978        | ф   | Черные тигры                                     | Good Guys Wear Black                          | привратник                                 |
| 1978        | тф  | Спасение с острова Гиллигана                     | Rescue from Gilligan's Island                 | Тёрстон Хаэулл III                         |
| 1978        | тф  | Дар волхвов                                      | The Gift of the Magi                          |                                            |
| 1978        | с   | Высокий полёт                                    | Flying High                                   | человек (1 эпизод)                         |
| 1978 — 1980 | с   | Остров фантазий                                  | Fantasy Island                                | разные роли (2 эпизода)                    |
| 1978 — 1981 | с   | Лодка любви                                      | The Love Boat                                 | разные роли (2 эпизода)                    |
| 1979        | ф   | Семеро с небес                                   | Angels' Brigade                               | коммандер Линзи Марч                       |
| 1979        | тф  | Потерпевшие кораблекрушение на острове Гиллигана | The Castaways on Gilligan's Island            | Тёрстон Хаэулл III                         |
| 1979        | тф  | Мятежники                                        | The Rebels                                    | Джон Хэнкок                                |
| 1979        | ф   | Собачья охранная система дома                    | C.H.O.M.P.S.                                  | мистер Гиббс                               |
| 1979        | с   | Айшайд                                           | Eischied                                      | (1 эпизод)                                 |
| 1979        | с   | Тотализатор                                      | Sweepstakes                                   | майор Адамс (1 эпизод)                     |
| 1980        | ф   | А вот и невеста                                  | There Goes the Bride                          | мистер Перкинс                             |
| 1981        | тф  | «Гарлем Глобтроттерс» на острове Гиллигана       | The Harlem Globetrotters on Gilligan's Island | Тёрстон Хаэулл III                         |
| 1982        | ф   | Фарс                                             | Slapstick (Of Another Kind)                   | Президент США                              |
| 1983        | с   | Охотник Джон                                     | Trapper John, M.D.                            | Гас (1 эпизод)                             |
| 1984        | ф   | Принц Джек                                       | Prince Jack                                   | Дили                                       |